# Эюбоглу, Бедри Рахми
Бедри Рахми Эюбоглу  (1913, Гёреле — 1975, Стамбул) турецкий художник и поэт.
Бедри Рахми Эюбоглу, художник, писатель и поэт, родился в Гёреле на Чёрном море в 1911 году. Он был вторым из пяти детей в семье. Его старший брат, Сабахаттин Эюбоглу, — известный писатель и его младшая сестра, Муалла Эюбоглу, была одним из первых архитекторов, работавших в области реставрации. Она стала известна благодаря работам во дворце Топкапы в Стамбуле, в секции «гарем». Его отец, будучи чиновником (губернатором), жил в разных частях Турции. Затем Бедри Рахми поступил в высшую школу в Трабзоне. Он покинул город в 1929, чтобы поступить в Академию изящных искусств в Стамбуле. В 1931 году он на время оставил школу, чтобы учиться во Франции с братом. Он изучил французский в Дижоне, затем отправился в Лион, зачем обучался в студии Андре Лота в Париже, где он встретил свою будущую жену, Эрнестине Летони. Вернувшись в Турцию, он закончил своё обучение и получил диплом в 1936. В 1937 он поступил в Академию как ассистент и переводчик Леопольда Леви и оставался там до своей смерти в 1975.
Его первая персональная выставка прошла в Бухаресте в галерее Хасефер в 1935. Выставка была организована его будущей женой Эрнестине. Они поженились в Стамбуле в 1936. Бедри Рахми был очень плодовитым художником, он нарисовал фрески в стамбульском ресторане Лидо в 1943, большое панно в оперном театре Анкары (1946). Правительство отправило его в Эдирне 1938 и в Чорум и Исклип в 1942. Это был поворотный момент в его карьере художника.
Он работал с мозаикой и изготовил панель площадью 250 м2 для Экспо 58 в 1958, которая принесла ему первую награду. В 1960,он сделал панель для штаб-квартиры НАТО в Париже и, когда Франция вышла из НАТО работа была перевезена в штаб-квартиру в Брюсселе. Бедри Рахми принадлежал к художникам группы Д и основал группу десяти для молодых художников Group of 10. Его мозаичные панели есть в стамбульских больницах и отелях. Он также делал витражное стекло для Посольства Турции в Бонне, Германия. В 1950, во вторую поездку в Париж его сильно впечатлила выставка искусства Африки в Музее человека. Тогда же он решил использовать штучную печать (гравировку) для того, чтобы дать каждому доступ к его работам. Он упростил свой дизайн, разделил на блоки, и также побудил своих учеников использовать эту технику. В 1960 он был приглашён в США по гранту Фонда Рокфеллера и гранту Фонда Форда. Он был также гостем профессора Калифорнийского университета в Беркли. Одна из его работ является частью коллекции музея современного искусства. Его работы можно найти в разных музеях в США, Европе и Турции.
Бедри Рахми преподавал в Академии изящных искусств до своей смерти от рака в 1975. Он был известен как замечательный учитель и многие современные художники Турции высоко ценили его преподавательское мастерство.

## Писательская работа
Кроме своей работы в Академии изящных искусств, Бедри Рахми также известен своей писательской карьерой, написанием статей и обзоров в газете Республика где у него была ежедневная художественная колонка в 1952—1958. Его первой поэмой была опубликованная в 1941, Yaradana mektup (Письмо к создателю). Его вторая книга Karadut (Чёрная шелковица)была опубликована в 1948. Другие поэтические произведения:
- Tuz (Соль) 1952
- Üçü Birden (Все трое), 1953
- Dördü Birden (Четверо из многих), 1956
- Karadut 69, (Чёрная шелковица 69),1969
- Dol Karabakır Dol (Дин-Дон Чёрная медь), 1974
- Yaşadım (Я жил), 1977
- Tezek (Дерьмо)

Всеобъемлющая книга (опубликованная Iş Bankası в Турции, 2008) доступная на турецком и английском языке с 250-ю иллюстрациями. Другие книги следующие:
- Приступая к работе над картиной
- Письма брата
- Автопортрет
- Розовый кран
- Отец Томи
- Письма любви I II III IV
- Полночь
- Bir Tutam Mavi (Toplu Eserleri-Yazılar 1954—1955)